# Fruktträdslavmätare
Fruktträdslavmätare (Peribatodes rhomboidaria) är en fjärilsart som beskrevs av Michael Denis och Ignaz Schiffermüller 1775. Fruktträdslavmätare ingår i släktet Peribatodes och familjen mätare. Arten är reproducerande i Sverige. Inga underarter finns listade i Catalogue of Life.

## Bildgalleri

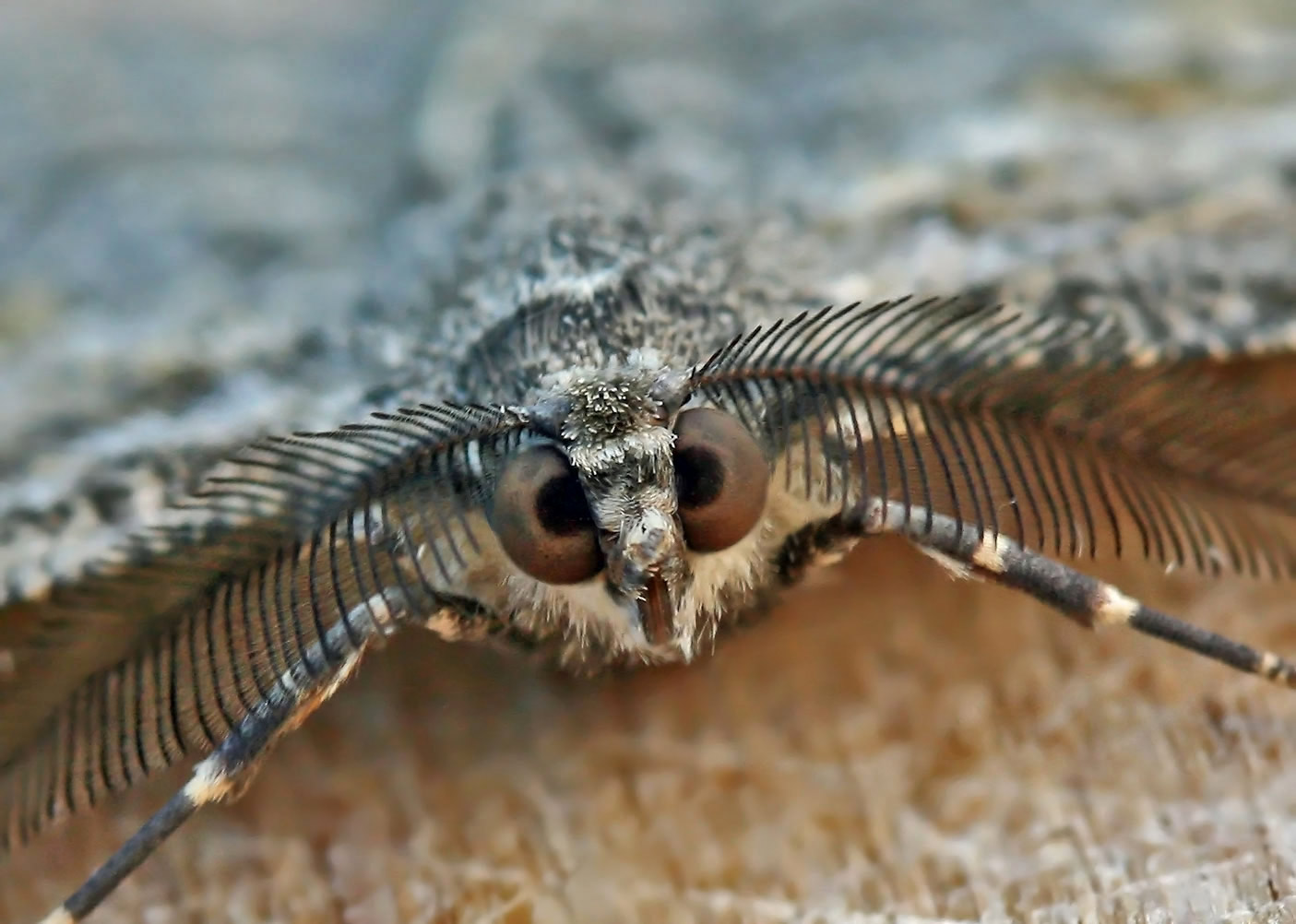
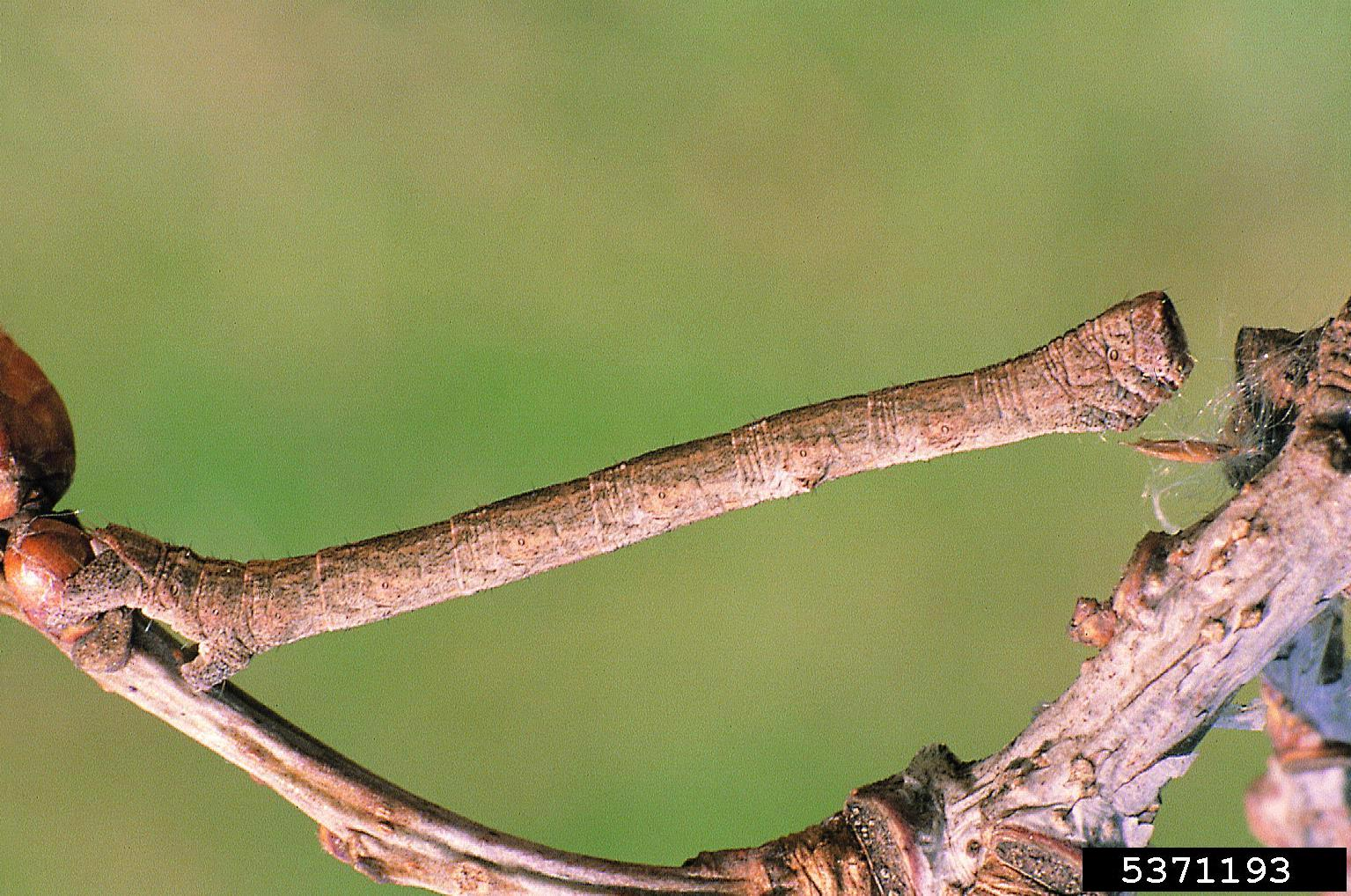
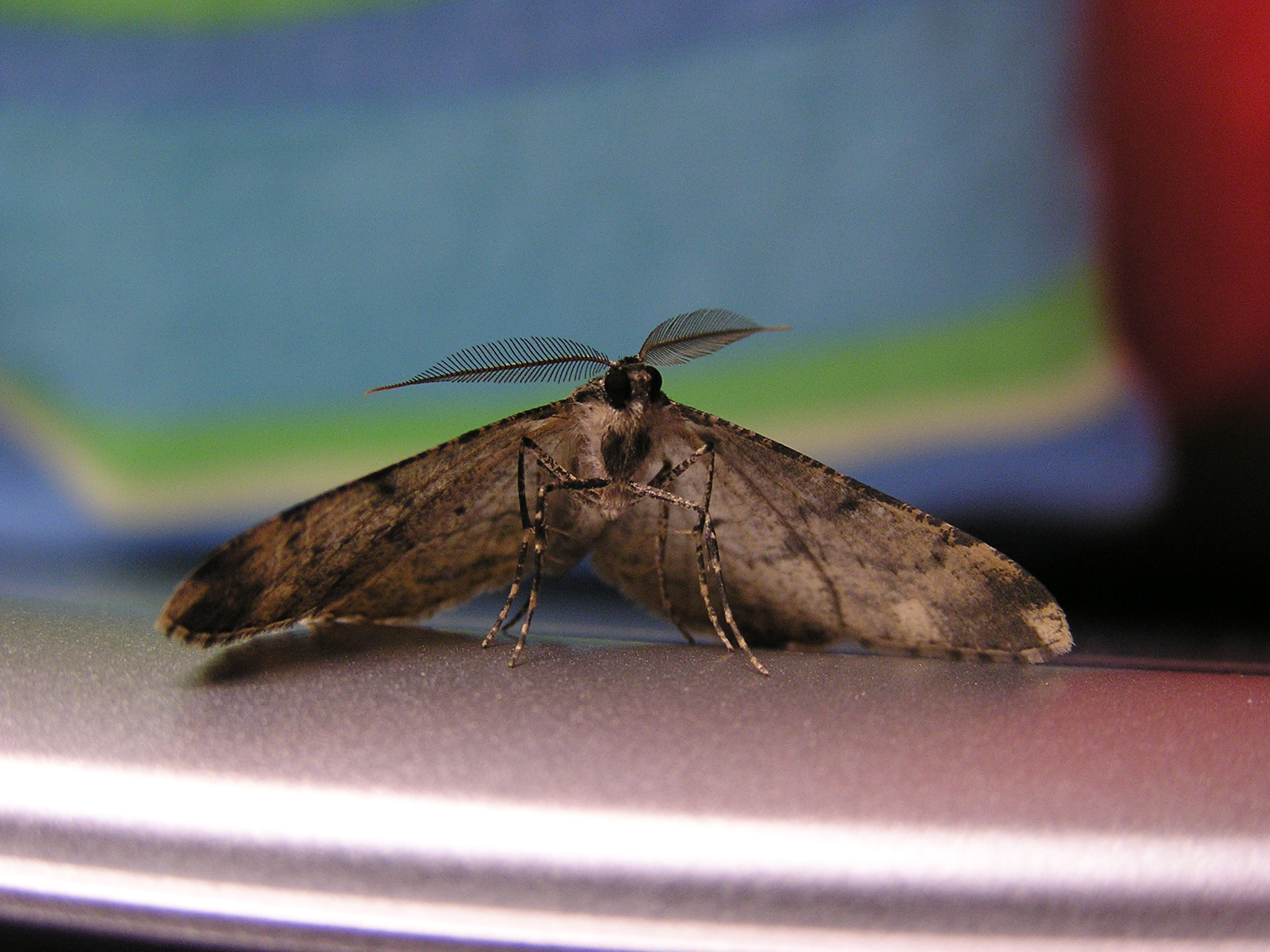